# Willi Diez
Willi Diez  (* 20. April 1953 in Nürtingen) ist ein deutscher Wirtschaftswissenschaftler und Professor für Betriebswirtschaftslehre, insbesondere Automobilwirtschaft, sowie Geschäftsführer der IFA Forum & Management GmbH.

## Leben und Wirken
Diez studierte Wirtschaftswissenschaften an der Albert-Ludwigs-Universität Freiburg und an der Eberhard Karls Universität Tübingen, wo er 1986 zum Dr. rer. pol. promovierte. Von 1979 bis 1991 war Diez in verschiedenen Funktionen bei der Daimler AG tätig, zuletzt als Vorstands-Referent. Von 1991 bis 1997 war er persönlicher Berater des damaligen Vorstandsvorsitzenden der Mercedes-Benz AG, Helmut Werner.
Mit der Berufung zum Professor begann Diez 1991 mit dem Aufbau des automobilwirtschaftlichen Studiengangs an der Hochschule für Wirtschaft und Umwelt Nürtingen-Geislingen (HfWU).
Diez war Mitglied des Strategiedialog Automobilwirtschaft, der vom baden-württembergischen Ministerpräsidenten Winfried Kretschmann im Mai 2017 ins Leben gerufen wurde. Außerdem war er von 2017 bis 2018 Mitglied des Fachbeirates des Transformationsrates Automobilwirtschaft beim Wirtschaftsministerium Baden-Württemberg.
Von 1995 bis April 2018 war Diez Direktor des von ihm gegründeten Instituts für Automobilwirtschaft (IFA). Diez war zudem Leiter des Porsche Automotive Campus (PAC), der am 1. Januar 2013 seine Arbeit aufgenommen hat. Weiterhin leitete er von 2014 bis 2018 auch das VW Future Retail Lab.
Im April 2018 hat er aus Altersgründen die Leitung des Instituts für Automobilwirtschaft (IFA) niedergelegt. Er ist weiterhin Geschäftsführer der IFA Forum & Management GmbH und publizistisch tätig.

## Veröffentlichungen
Diez ist Verfasser zahlreicher Beiträge und Aufsätze zu den Themen Produkt- und Markenmanagement in der Automobilindustrie sowie zum Automobilvertrieb und Automobilhandel.
- Mit Peter Tauch (Hrsg.): Tradition und Marke – Erfolgsfaktoren in der Automobilindustrie, Verlag Delius Klasing, Bielefeld 2008.
- Automobil-Marketing – Erfolgreiche Strategien, praxisorientierte Konzepte, effektive Instrumente, 6. akt. u. erw. Aufl., Verlag Franz Vahlen München 2015.
- Mit Stefan Reindl, Hannes Brachat (Hrsg.): Grundlagen der Automobilwirtschaft – Das Standardwerk der Automobilbranche, 6. Aufl., Springer Verlag, München 2016.
- Wohin steuert die deutsche Automobilindustrie? 2. Auflage, Verlag De Gruyter Oldenbourg, München 2017.
- Verlorene Größe – neue Horizonte: Das Ende von Daimler. Verlag Franz Vahlen, München 2022